# 37e cérémonie des Goyas
La 37e cérémonie des Goyas (ou Premios Goya), organisée par l'Academia de las artes y las ciencias cinematográficas de España, se déroule le 11 février 2023 au Palacio de Congresos y Exposiciones (Fibes) de Séville et récompense les films sortis en 2022. 
Le film As bestas de Rodrigo Sorogoyen est le film le plus récompensé avec neuf récompenses dont celles du meilleur film, du meilleur réalisateur, du meilleur scénario original, du meilleur acteur pour Denis Ménochet, du meilleur acteur dans un second rôle pour Luis Zahera et de la meilleure musique originale pour Olivier Arson.

## Palmarès

### Meilleur film
- As bestas de Rodrigo Sorogoyen
  - Nos soleils (Alcarràs) de Carla Simón
  - Cinco lobitos de Alauda Ruiz de Azúa
  - La maternal de Pilar Palomero
  - Modelo 77 de Alberto Rodríguez

### Meilleur réalisateur
- Rodrigo Sorogoyen pour As bestas
  - Carla Simón pour Nos soleils (Alcarràs)
  - Pilar Palomero pour La maternal
  - Carlos Vermut pour Creaturas (Mantícora)
  - Alberto Rodríguez pour Modelo 77

### Meilleur acteur
- Denis Ménochet pour As bestas
  - Luis Tosar pour À contretemps (En los márgenes)
  - Nacho Sánchez pour Creaturas (Mantícora)
  - Javier Gutiérrez Álvarez pour Modelo 77
  - Miguel Herrán pour Modelo 77

### Meilleure actrice
- Laia Costa pour Cinco lobitos
  - Marina Foïs pour As bestas
  - Anna Castillo pour Les Tournesols sauvages (Girasoles silvestres)
  - Bárbara Lennie pour Les Lignes courbes de Dieu (Los renglones torcidos de Dios)
  - Vicky Luengo pour Suro

### Meilleur acteur dans un second rôle
- Luis Zahera pour As bestas
  - Diego Anido pour As bestas
  - Ramón Barea pour Cinco lobitos
  - Fernando Tejero pour Modelo 77
  - Jesús Carroza pour Modelo 77

### Meilleure actrice dans un second rôle
- Susi Sánchez pour Cinco lobitos
  - Marie Colomb pour As bestas
  - Carmen Machi pour Piggy (Cerdita)
  - Penélope Cruz pour À contretemps (En los márgenes)
  - Ángela Cervantes pour La maternal

### Meilleur espoir masculin
- Telmo Irureta pour La consagración de la primavera
  - Albert Bosch pour Nos soleils (Alcarràs)
  - Jordi Pujol Dolcet pour Nos soleils (Alcarràs)
  - Mikel Bustamante pour Cinco lobitos
  - Christian Checa pour À contretemps (En los márgenes)

### Meilleur espoir féminin
- Laura Galán pour Piggy (Cerdita)
  - Anna Otín pour Nos soleils (Alcarràs)
  - Luna Pamies pour El agua
  - Valèria Sorolla pour La consagración de la primavera
  - Zoe Stein pour Creaturas (Mantícora)

### Meilleur scénario original
- Isabel Peña et Rodrigo Sorogoyen pour As bestas
  - Arnau Vilaró et Carla Simón pour Nos soleils (Alcarràs)
  - Alauda Ruiz de Azúa pour Cinco lobitos
  - Carlos Vermut pour Creaturas (Mantícora)
  - Alberto Rodríguez et Rafael Cobos pour Modelo 77

### Meilleur scénario adapté
- Fran Araújo, Isa Campo et Isaki Lacuesta pour Un an, une nuit (Un año, una noche)
  - Carlota Pereda pour Piggy (Cerdita)
  - Guillem Clua et Oriol Paulo pour Les Lignes courbes de Dieu (Los renglones torcidos de Dios)
  - David Muñoz et Félix Viscarret pour No mires a los ojos

### Meilleur nouveau réalisateur
- Alauda Ruiz de Azúa pour Cinco lobitos
  - Carlota Pereda pour Piggy (Cerdita)
  - Elena López Riera pour El agua
  - Juan Diego Botto pour À contretemps (En los márgenes)
  - Mikel Gurrea pour Suro

### Meilleur film documentaire
- Labordeta, un hombre sin más
  - A las mujeres de España. María Lejárraga
  - El sostre groc
  - Oswald. El falsificador
  - Sintiéndolo mucho

### Meilleure direction de production
- Manuela Ocón pour Modelo 77
  - Elisa Sirvent pour Nos soleils (Alcarràs)
  - Carmen Sánchez de la Vega pour As bestas
  - Sara García pour Piggy (Cerdita)
  - María José Díez pour Cinco lobitos

### Meilleur montage
- Alberto del Campo pour As bestas
  - Ana Pfaff pour Nos soleils (Alcarràs)
  - Andrés Gil pour Cinco lobitos
  - José M. G. Moyano pour Modelo 77
  - Fernando Franco et Sergi Díes pour Un an, une nuit (Un año, una noche)

### Meilleure chanson originale
- Sintiéndolo mucho pour Sintiéndolo mucho ; composée par Joaquín Sabina et Leiva
  - En los márgenes pour À contretemps (En los márgenes) ; composée par Eduardo Cruz et Rozalén
  - Izena duena bada pour Irati ; composée par Aránzazu Calleja, Maite Arroitajauregui "Mursego" et Paul Urkijo Alijo
  - Un paraíso en el sur pour La vida chipén ; composée par Paloma Peñarrubia Ruiz et Vanesa Benítez Zamora
  - Batalla pour Unicorn Wars ; composée par Joseba Beristain

### Meilleure musique originale
- Olivier Arson pour As bestas
  - Aránzazu Calleja et Maite Arroitajauregi pour Irati
  - Iván Palomares pour Las niñas de cristal
  - Fernando Velázquez pour Les Lignes courbes de Dieu (Los renglones torcidos de Dios)
  - Julio de la Rosa pour Modelo 77

### Meilleure photographie
- Álex de Pablo pour As bestas
  - Daniela Cajías pour Nos soleils (Alcarràs)
  - Jon D. Domínguez pour Cinco lobitos
  - Arnau Valls Colomer pour Compétition officielle
  - Álex Catalán pour Modelo 77

### Meilleure direction artistique
- Pepe Domínguez del Olmo pour Modelo 77
  - Mónica Bernuy pour Nos soleils (Alcarràs)
  - José Tirado pour As bestas
  - Melanie Antón pour La piedad
  - Sylvia Steinbrecht pour Les Lignes courbes de Dieu (Los renglones torcidos de Dios)

### Meilleurs costumes
- Fernando García pour Modelo 77
  - Paola Torres pour As bestas
  - Nerea Torrijos pour Irati
  - Suevia Sampelayo pour La piedad
  - Alberto Valcárcel pour Les Lignes courbes de Dieu (Los renglones torcidos de Dios)
  - Cristina Rodríguez pour Malnazidos

### Meilleurs maquillages et coiffures
- Yolanda Piña et Félix Terrero pour Modelo 77
  - Irene Pedrosa et Jesús Gil pour As bestas
  - Paloma Lozano et Nacho Díaz pour Piggy (Cerdita)
  - Sarai Rodríguez, Raquel González et Óscar de Monteo pour La piedad
  - Montse Santfeliu, Carolina Atxukarro et Pablo Perona pour Les Lignes courbes de Dieu (Los renglones torcidos de Dios)

### Meilleur son
- Aitor Berenguer, Fabiola Ordoyo et Yasmina Praderas pour As bestas
  - Eva Valiño, Thomas Giorgi et Alejandro Castillo pour Nos soleils (Alcarràs)
  - Asier González, Eva de la Fuente López et Roberto Fernández pour Cinco lobitos
  - Daniel de Zayas, Miguel Huete, Pelayo Gutiérrez et Valeria Arcieri pour Modelo 77
  - Amanda Villavieja, Eva Valiño, Marc Orts et Alejandro Castillo pour Un an, une nuit (Un año, una noche)

### Meilleurs effets visuels
- Esther Ballesteros et Ana Rubio pour Modelo 77
  - Mariano García Marty et Jordi Costa pour 13 exorcismes
  - Óscar Abades et Ana Rubio pour As bestas
  - Jon Serrano et David Heras pour Irati
  - Lluís Rivera et Laura Pedro pour Malnazidos

### Meilleur film d'animation
- Unicorn Wars de Alberto Vázquez
  - Black Is Beltza 2: Ainhoa de Fermin Muguruza
  - Inspector Sun y la maldición de la viuda negra de Julio Soto Gúrpide
  - Os demos de barro de Nuno Beato
  - Tad l'explorateur et la table d'émeraude (Tadeo Jones 3: La tabla esmeralda) de Enrique Gato

### Meilleur court métrage de fiction
- Arquitectura emocional 1959
  - Chaval
  - Cuerdas
  - La entrega
  - Sorda

### Meilleur court métrage d'animation
- Loop
  - Amanece la noche más larga
  - Amarradas
  - La prima cosa
  - La primavera siempre vuelve

### Meilleur court métrage documentaire
- Maldita. A Love Song to Sarajevo
  - Dancing with Rosa
  - La gàbia
  - Memoria
  - Trazos del alma

### Meilleur film étranger en langue espagnole
- Argentina, 1985 de Santiago Mitre (Argentina)
  - 1976 de Manuela Martelli (Chili)
  - La jauría de Andrés Ramírez Pulido (Colombie)
  - Noche de fuego de Samuel Kishi (Mexique)
  - Utama de Samuel Kishi (Bolivie)

### Meilleur film européen
- Julie (en 12 chapitres) de Joachim Trier (Norvège)
  - Belfast de Kenneth Branagh (Royaume-Uni)
  - La Main de Dieu de Paolo Sorrentino (Italie)
  - Illusions perdues de Xavier Giannoli (France)
  - Un monde de Laura Wandel (Belgique)

### Prix Goya d'honneur
- Carlos Saura

### Prix Goya international
- Juliette Binoche

## Statistiques

### Nominations multiples
17 : As bestas
16 : Modelo 77
11 : Nos soleils (Alcarràs), Cinco lobitos
6 : Les Lignes courbes de Dieu (Los renglones torcidos de Dios), Piggy (Cerdita)
5 : À contretemps, Irati
4 : Creaturas (Mantícora)

### Récompenses multiples
9 : As bestas
5 : Modelo 77
3 : Cinco lobitos